# Siegrun Siegl
Pour les articles homonymes, voir Siegl.
Siegrun Siegl (née Thon le 29 octobre 1954 à Apolda) est une athlète allemande ayant concouru pour la République démocratique allemande dans les années 1970. 

## Biographie
Championne olympique du pentathlon lors des Jeux de Montréal de 1976, elle s'est également illustrée dans l'épreuve du saut en longueur en améliorant le record du monde de la discipline avec 6,99 m, le 19 mai 1976. 
En 1979, elle remporte la finale de la longueur des Championnats d'Europe en salle de Vienne.